# Любимова Віра Михайлівна
Віра Михайлівна Люби́мова (нар. 7 травня 1925, Ічня — пом. 24 лютого 2020) — українська оперна співачка (драматичне сопрано) і музичний педагог; народна аристка УРСР з 1975 року; лауреатка літературно-мистецької премії імені Олекси Стороженка за 2015 рік. Мати мистецтвознавця Олени Немкович.

## Біографія
Народилася 7 травня 1925 року на хуторі Софіївці (тепер у складі міста Ічні Чернігівської області, Україна) в селянській сім'ї. Після закінчення Ічнянської середньої школи № 5, вступила до Київського державного музичного училища імені Рейнгольда Глієра. В 1951 році закінчила Київську консерваторію (клас Дометія Евтушенка).
З 1951 року — стажистка, впродовж 1953—1983 років — солістка Київського театру опери та балету імені Тараса Шевченка. Одночасно у 1973—1982 роках викладала у Київському педагогічному інституті. З 1984 року очолювала оперну студію при Київському будинку офіцерів.
Померла 24 лютого 2020 року. Похована у Києві 27 лютого 2020 року на Байковому кладовищі.

## Творчість
партії
- Одарка («Запорожець за Дунаєм» Семена Гулака-Артемовського);
- Мати («Катерина» Миколи Аркаса);
- Настя, Дідона, Терпилиха, Зима («Тарас Бульба», «Енеїда», «Наталка Полтавка», «Зима і Весна» Миколи Лисенка);
- Варвара («Богдан Хмельницький» Костянтина Данькевича);
- Кошова («Молода гвардія» Юлія Мейтуса);
- Надія («Аскольдова могила» Олексія Верстовського);
- Наташа («Русалка» Олександра Даргомижського);
- Ярославна («Князь Ігор» Олександра Бородіна);
- Шинкарка («Борис Годунов» Модеста Мусоргського);
- Любов, Ларина («Мазепа», «Євгеній Онєгін» Петра Чайковського);
- Сабурова («Царева наречена» Миколи Римського-Корсакова);
- Аксинья («Катерина Ізмайлова» Дмитра Шостаковича);
- Мати («В бурю» Тихона Хренникова),
- Аїда, Амелія («Аїда», «Бал-маскарад» Джузеппе Верді);
- Ортруда («Лоенгрін» Ріхарда Вагнера);
- Тоска («Тоска» Джакомо Пуччині);
- Сантуцца («Сільська честь» П'єтро Масканьї).

Її партнетами на сцені були Олексій Пирогов, Олексій Кривченя, Пантелеймон Норцов, Зенаїда Паллі, Нікола Ніколов, Димитр Узунов.
Займалась концертною діяльністю. У її репертуар входили арії з опер Семена Гулака-Артемовського, Анатоля Вахнянина, Михайла Вериківського, Віталія Кирейка, Петра Чайковського, Крістофа Ґлюка, Джоаккіно Россіні, Джузеппе Верді, Вінченцо Белліні, Гаетано Доніцетті, Джакомо Пуччині, П'єтро Масканьї, кантат Йоганна Себастьяна Баха, ораторій Георга Фрідріха Генделя, близько 250 камерно-вокальних композицій українських, російських і західних композиторів, зокрема Миколи Лисенка, Дениса Січинського, Ярослава Ярославенка, Михайла Вериківського, Лева Ревуцького, Бориса Лятошинського, Олександра Аляб'єва, Михайла Глінки, Модеста Мусоргського, Петра Чайковського, Сергія Рахманінова, Джуліо Каччіні, Джованні Батіста Мартіні, Джованні Баттіста Перголезі, Франца Шуберта, Роберта Шуманна, Фелікса Мендельсона, Едварда Ґріґа, Ейтора Вілли-Лобоса; старовинні російські романси, українські народні пісні.
Виступала на тематичних концертах, присвячених старовинній духовній музиці XVII—XVIII століть, камерно-вокальій ліриці XIX століття, творчості Петра Чайковського, Тараса Шевченка, Лесі Українки.
В кінці 1960–х, на початку 1970-х років першою в Києві, після німецько-радянської війни, почала виступати із сольними концертними програмами в супроводі органа з органістами Арсенієм Котляревським і Оленою Петросянц. Була однією з ініціаторів створення Будинку національгної органної та камерної музики України.
Гастролювала містами Радянського Союзу і у складі театру у Болгарії, Румунії, Югославії, Іспанії, Німеччині та інших країнах.
Кілька оперних партій, камерних вокальних композицій, російських романсів, українських народних пісень записала у фонд Українського радіо та на грамплатівки.
Озвучила ролі Аксиньї в екранізації опери «Катерина Ізмайлова» Дмита Шостаковича (1966; приз Единбурзького кінофестивалю, 1967), Терпилихи у телефільмі «Наталка Полтавка» (1978; вокальні фрагменти).
Вірі Любимовій присвячений телефільм «Віра, любов і надії Віри Любимової» (телеканал «Культура», 2013).